# Кушчјовски рејон
Кушчјовски рејон (рус. Кущёвский район) административно-територијална је јединица другог нивоа и општински рејон смештен на крајњем северу Краснодарске покрајине, односно на југозападу европског дела Руске Федерације.
Административни центар рејона је станица Кушчјовскаја.
Према подацима националне статистичке службе Русије за 2017. на територији рејона живело је 65.836 становника или у просеку око 29,8 ст/км². По броју становника налази се на 24. месту међу административним јединицама Покрајине. Површина рејона је 2.372 км².

## Географија
Кушчјовски рејон се налази у северном делу Краснодарске покрајине, обухвата територију површине 2.372 км² и по том параметру налази се на 24. месту међу административним јединицама у Покрајини. На западу, југу и истоку се гранчи са Староминшким, Лењинградским и Криловским рејоном на северу, док су на северу и североистоку рејони Ростовске области.
Рејонска територија је доста ниска и равна и испресецана бројним водотоцима од којих су најзначајније реке Јеја, Кугојеја, Сосика, Мокра Чубурка, Ељбузд са Росошем и Кавалерка. Више од 90% рејонске територије чине обрадиве површине. 

## Историја
Кушчјовски рејон је образован 2. јуна 1924. године као административна јединица тадашњег Донског округа Југоисточне области. Већ у новембру исте године рејон је прешао у састав Севернокавкаске покрајине, а од јануара 1934. постаје део Азовско-црноморске покрајине. У границама Краснодарске покрајине је од 13. септембра 1937. године. 

## Демографија и административна подела
Према подацима са пописа становништва из 2010. на територији рејона живело је укупно 67.164 становника, док је према процени из 2017. ту живело 65.836 становника, или у просеку око 29,8 ст/км². По броју становника Кушчјовски рејон се налази на 24. месту у Покрајини.
| 1959.  | 1970.  | 1979.  | 1989.  | 2002.  | 2010.  | 2017.   |
| ------ | ------ | ------ | ------ | ------ | ------ | ------- |
| 62.749 | 81.883 | 69.442 | 66.236 | 70.513 | 67.164 | 65.836* |

Напомена:* Према процени националне статистичке службе. 
На територији рејона налазе се укупно 74 насељена места административно подељена на 12 другостепених руралних општина. Административни центар рејона и његово највеће насеље је станица Кушчјовскаја у којој је живело око 30.000 становника.